# De Haan
De Haan (franceză Le Coq) este o comună neerlandofonă situată în provincia Flandra de Vest, regiunea Flandra din Belgia. La 1 ianuarie 2008 avea o populație totală de 12.243 locuitori. De Haan este una dintre cele mai cunoscute și vizitate stațiuni litorale belgiene la Marea Nordului.

## Geografie
Comuna actuală De Haan a fost formată în urma unei reorganizări teritoriale în anul 1977, prin înglobarea într-o singură entitate a 3 comune învecinate. Suprafața totală a comunei este de 42,17 km². Comuna este subdivizată în secțiuni, ce corespund aproximativ cu fostele comune de dinainte de 1977. Acestea sunt:
| - I. Klemskerke - IV. De Haan-Centrum - V. Vosseslag - II. Vlissegem - IV. De Haan-Centrum - III. Wenduine - VI. Harendijke |

Localitățile limitrofe sunt:
| - Comuna Blankenberge: - a. Blankenberge - b. Uitkerke - Comuna Zuienkerke: - c. Nieuwmunster - d. Houtave | - Comuna Jabbeke: - e. Stalhille - Comuna Oudenburg: - f. Ettelgem - g. Oudenburg - Comuna Bredene: - h. Bredene |

1. ↑  Crossroad Bank of Enterprises, accesat în 23 iulie 2023